# Liste des planètes mineures (103001-104000)
Voici la liste des planètes mineures numérotées de 103001 à 104000. Les planètes mineures sont numérotées lorsque leur orbite est confirmée, ce qui peut parfois se produire longtemps après leur découverte. Elles sont classées ici par leur numéro et donc approximativement par leur date de découverte.

## Planètes mineures 103001 à 104000

### 103001-103100
| Nom                       | Désignation provisoire | Date de la découverte | Découvreur               |
| ------------------------- | ---------------------- | --------------------- | ------------------------ |
| (103001)                  | 1999 XW95              | 9 décembre 1999       | Kobayashi, T.            |
| (103002)                  | 1999 XH98              | 7 décembre 1999       | LINEAR                   |
| (103003)                  | 1999 XN98              | 7 décembre 1999       | LINEAR                   |
| (103004)                  | 1999 XR98              | 7 décembre 1999       | LINEAR                   |
| (103005)                  | 1999 XN99              | 7 décembre 1999       | LINEAR                   |
| (103006)                  | 1999 XW99              | 7 décembre 1999       | LINEAR                   |
| (103007)                  | 1999 XD100             | 7 décembre 1999       | LINEAR                   |
| (103008)                  | 1999 XX100             | 7 décembre 1999       | LINEAR                   |
| (103009)                  | 1999 XW101             | 7 décembre 1999       | LINEAR                   |
| (103010)                  | 1999 XQ102             | 7 décembre 1999       | LINEAR                   |
| (103011)                  | 1999 XG103             | 7 décembre 1999       | LINEAR                   |
| (103012)                  | 1999 XT103             | 7 décembre 1999       | LINEAR                   |
| (103013)                  | 1999 XV103             | 7 décembre 1999       | LINEAR                   |
| (103014)                  | 1999 XD104             | 9 décembre 1999       | Kagawa, T.               |
| (103015) Gianfrancomarcon | 1999 XF104             | 8 décembre 1999       | Campo Catino             |
| (103016) Davidčástek      | 1999 XH105             | 8 décembre 1999       | Pravec, P., Kusnirak, P. |
| (103017)                  | 1999 XR105             | 11 décembre 1999      | Roe, J. M.               |
| (103018)                  | 1999 XW105             | 11 décembre 1999      | Kobayashi, T.            |
| (103019)                  | 1999 XG106             | 11 décembre 1999      | Comba, P. G.             |
| (103020)                  | 1999 XP106             | 4 décembre 1999       | CSS                      |
| (103021)                  | 1999 XM109             | 4 décembre 1999       | CSS                      |
| (103022)                  | 1999 XU109             | 4 décembre 1999       | CSS                      |
| (103023)                  | 1999 XD110             | 4 décembre 1999       | CSS                      |
| (103024)                  | 1999 XG110             | 4 décembre 1999       | CSS                      |
| (103025)                  | 1999 XQ110             | 5 décembre 1999       | CSS                      |
| (103026)                  | 1999 XN111             | 8 décembre 1999       | CSS                      |
| (103027)                  | 1999 XS112             | 11 décembre 1999      | LINEAR                   |
| (103028)                  | 1999 XJ114             | 11 décembre 1999      | LINEAR                   |
| (103029)                  | 1999 XL114             | 11 décembre 1999      | LINEAR                   |
| (103030)                  | 1999 XH115             | 4 décembre 1999       | CSS                      |
| (103031)                  | 1999 XN115             | 4 décembre 1999       | CSS                      |
| (103032)                  | 1999 XJ116             | 5 décembre 1999       | CSS                      |
| (103033)                  | 1999 XP116             | 5 décembre 1999       | CSS                      |
| (103034)                  | 1999 XD117             | 5 décembre 1999       | CSS                      |
| (103035)                  | 1999 XY117             | 5 décembre 1999       | CSS                      |
| (103036)                  | 1999 XP118             | 5 décembre 1999       | CSS                      |
| (103037)                  | 1999 XK119             | 5 décembre 1999       | CSS                      |
| (103038)                  | 1999 XR119             | 5 décembre 1999       | CSS                      |
| (103039)                  | 1999 XB121             | 5 décembre 1999       | CSS                      |
| (103040)                  | 1999 XH121             | 5 décembre 1999       | CSS                      |
| (103041)                  | 1999 XN121             | 5 décembre 1999       | CSS                      |
| (103042)                  | 1999 XO122             | 7 décembre 1999       | CSS                      |
| (103043)                  | 1999 XP122             | 7 décembre 1999       | CSS                      |
| (103044)                  | 1999 XH123             | 7 décembre 1999       | CSS                      |
| (103045)                  | 1999 XH128             | 7 décembre 1999       | LINEAR                   |
| (103046)                  | 1999 XU128             | 12 décembre 1999      | LINEAR                   |
| (103047)                  | 1999 XV128             | 12 décembre 1999      | LINEAR                   |
| (103048)                  | 1999 XW128             | 12 décembre 1999      | LINEAR                   |
| (103049)                  | 1999 XF129             | 12 décembre 1999      | LINEAR                   |
| (103050)                  | 1999 XV129             | 12 décembre 1999      | LINEAR                   |
| (103051)                  | 1999 XD130             | 12 décembre 1999      | LINEAR                   |
| (103052)                  | 1999 XT131             | 12 décembre 1999      | LINEAR                   |
| (103053)                  | 1999 XH134             | 12 décembre 1999      | LINEAR                   |
| (103054)                  | 1999 XL134             | 12 décembre 1999      | LINEAR                   |
| (103055)                  | 1999 XR134             | 5 décembre 1999       | LINEAR                   |
| (103056)                  | 1999 XX134             | 5 décembre 1999       | LINEAR                   |
| (103057)                  | 1999 XN135             | 8 décembre 1999       | LINEAR                   |
| (103058)                  | 1999 XQ135             | 8 décembre 1999       | LINEAR                   |
| (103059)                  | 1999 XV136             | 14 décembre 1999      | Juels, C. W.             |
| (103060)                  | 1999 XD137             | 5 décembre 1999       | LONEOS                   |
| (103061)                  | 1999 XZ138             | 5 décembre 1999       | Spacewatch               |
| (103062)                  | 1999 XU139             | 2 décembre 1999       | Spacewatch               |
| (103063)                  | 1999 XL140             | 2 décembre 1999       | Spacewatch               |
| (103064)                  | 1999 XF141             | 3 décembre 1999       | Spacewatch               |
| (103065)                  | 1999 XH141             | 4 décembre 1999       | Spacewatch               |
| (103066)                  | 1999 XO141             | 15 décembre 1999      | Spacewatch               |
| (103067)                  | 1999 XA143             | 14 décembre 1999      | LINEAR                   |
| (103068)                  | 1999 XD145             | 7 décembre 1999       | Spacewatch               |
| (103069)                  | 1999 XN145             | 7 décembre 1999       | Spacewatch               |
| (103070)                  | 1999 XC148             | 7 décembre 1999       | Spacewatch               |
| (103071)                  | 1999 XU150             | 8 décembre 1999       | Spacewatch               |
| (103072)                  | 1999 XJ151             | 13 décembre 1999      | LONEOS                   |
| (103073)                  | 1999 XO151             | 7 décembre 1999       | Spacewatch               |
| (103074)                  | 1999 XZ151             | 7 décembre 1999       | Spacewatch               |
| (103075)                  | 1999 XC152             | 8 décembre 1999       | Spacewatch               |
| (103076)                  | 1999 XM152             | 13 décembre 1999      | LONEOS                   |
| (103077)                  | 1999 XA153             | 7 décembre 1999       | LINEAR                   |
| (103078)                  | 1999 XX153             | 8 décembre 1999       | LINEAR                   |
| (103079)                  | 1999 XS157             | 8 décembre 1999       | LINEAR                   |
| (103080)                  | 1999 XG158             | 8 décembre 1999       | LINEAR                   |
| (103081)                  | 1999 XQ158             | 8 décembre 1999       | LINEAR                   |
| (103082)                  | 1999 XO159             | 8 décembre 1999       | LINEAR                   |
| (103083)                  | 1999 XY159             | 8 décembre 1999       | LINEAR                   |
| (103084)                  | 1999 XO160             | 8 décembre 1999       | LINEAR                   |
| (103085)                  | 1999 XB161             | 12 décembre 1999      | LINEAR                   |
| (103086)                  | 1999 XZ161             | 13 décembre 1999      | LINEAR                   |
| (103087)                  | 1999 XW162             | 8 décembre 1999       | Spacewatch               |
| (103088)                  | 1999 XD163             | 8 décembre 1999       | Spacewatch               |
| (103089)                  | 1999 XL163             | 8 décembre 1999       | Spacewatch               |
| (103090)                  | 1999 XO163             | 8 décembre 1999       | Spacewatch               |
| (103091)                  | 1999 XJ164             | 8 décembre 1999       | LINEAR                   |
| (103092)                  | 1999 XU164             | 8 décembre 1999       | LINEAR                   |
| (103093)                  | 1999 XD166             | 10 décembre 1999      | LINEAR                   |
| (103094)                  | 1999 XA167             | 10 décembre 1999      | LINEAR                   |
| (103095)                  | 1999 XH167             | 10 décembre 1999      | LINEAR                   |
| (103096)                  | 1999 XM167             | 10 décembre 1999      | LINEAR                   |
| (103097)                  | 1999 XJ168             | 10 décembre 1999      | LINEAR                   |
| (103098)                  | 1999 XA173             | 10 décembre 1999      | LINEAR                   |
| (103099)                  | 1999 XL173             | 10 décembre 1999      | LINEAR                   |
| (103100)                  | 1999 XU173             | 10 décembre 1999      | LINEAR                   |

### 103101-103200
| Nom      | Désignation provisoire | Date de la découverte | Découvreur |
| -------- | ---------------------- | --------------------- | ---------- |
| (103101) | 1999 XD174             | 10 décembre 1999      | LINEAR     |
| (103102) | 1999 XF174             | 10 décembre 1999      | LINEAR     |
| (103103) | 1999 XM174             | 10 décembre 1999      | LINEAR     |
| (103104) | 1999 XW174             | 10 décembre 1999      | LINEAR     |
| (103105) | 1999 XB175             | 10 décembre 1999      | LINEAR     |
| (103106) | 1999 XT176             | 10 décembre 1999      | LINEAR     |
| (103107) | 1999 XE177             | 10 décembre 1999      | LINEAR     |
| (103108) | 1999 XF177             | 10 décembre 1999      | LINEAR     |
| (103109) | 1999 XN177             | 10 décembre 1999      | LINEAR     |
| (103110) | 1999 XP177             | 10 décembre 1999      | LINEAR     |
| (103111) | 1999 XY177             | 10 décembre 1999      | LINEAR     |
| (103112) | 1999 XA178             | 10 décembre 1999      | LINEAR     |
| (103113) | 1999 XD178             | 10 décembre 1999      | LINEAR     |
| (103114) | 1999 XH178             | 10 décembre 1999      | LINEAR     |
| (103115) | 1999 XN180             | 10 décembre 1999      | LINEAR     |
| (103116) | 1999 XD181             | 12 décembre 1999      | LINEAR     |
| (103117) | 1999 XY181             | 12 décembre 1999      | LINEAR     |
| (103118) | 1999 XY182             | 12 décembre 1999      | LINEAR     |
| (103119) | 1999 XR184             | 12 décembre 1999      | LINEAR     |
| (103120) | 1999 XN185             | 12 décembre 1999      | LINEAR     |
| (103121) | 1999 XP188             | 12 décembre 1999      | LINEAR     |
| (103122) | 1999 XA189             | 12 décembre 1999      | LINEAR     |
| (103123) | 1999 XG189             | 12 décembre 1999      | LINEAR     |
| (103124) | 1999 XD190             | 12 décembre 1999      | LINEAR     |
| (103125) | 1999 XQ191             | 12 décembre 1999      | LINEAR     |
| (103126) | 1999 XX191             | 12 décembre 1999      | LINEAR     |
| (103127) | 1999 XR194             | 12 décembre 1999      | LINEAR     |
| (103128) | 1999 XZ195             | 12 décembre 1999      | LINEAR     |
| (103129) | 1999 XA196             | 12 décembre 1999      | LINEAR     |
| (103130) | 1999 XR196             | 12 décembre 1999      | LINEAR     |
| (103131) | 1999 XK197             | 12 décembre 1999      | LINEAR     |
| (103132) | 1999 XY198             | 12 décembre 1999      | LINEAR     |
| (103133) | 1999 XX199             | 12 décembre 1999      | LINEAR     |
| (103134) | 1999 XE202             | 12 décembre 1999      | LINEAR     |
| (103135) | 1999 XL202             | 12 décembre 1999      | LINEAR     |
| (103136) | 1999 XF203             | 12 décembre 1999      | LINEAR     |
| (103137) | 1999 XN203             | 12 décembre 1999      | LINEAR     |
| (103138) | 1999 XP204             | 12 décembre 1999      | LINEAR     |
| (103139) | 1999 XS205             | 12 décembre 1999      | LINEAR     |
| (103140) | 1999 XB206             | 12 décembre 1999      | LINEAR     |
| (103141) | 1999 XF206             | 12 décembre 1999      | LINEAR     |
| (103142) | 1999 XM207             | 12 décembre 1999      | LINEAR     |
| (103143) | 1999 XY208             | 13 décembre 1999      | LINEAR     |
| (103144) | 1999 XY209             | 13 décembre 1999      | LINEAR     |
| (103145) | 1999 XQ210             | 13 décembre 1999      | LINEAR     |
| (103146) | 1999 XS210             | 13 décembre 1999      | LINEAR     |
| (103147) | 1999 XU212             | 14 décembre 1999      | LINEAR     |
| (103148) | 1999 XQ213             | 14 décembre 1999      | LINEAR     |
| (103149) | 1999 XC215             | 14 décembre 1999      | LINEAR     |
| (103150) | 1999 XP215             | 14 décembre 1999      | LINEAR     |
| (103151) | 1999 XR217             | 13 décembre 1999      | Spacewatch |
| (103152) | 1999 XR220             | 14 décembre 1999      | LINEAR     |
| (103153) | 1999 XT220             | 14 décembre 1999      | LINEAR     |
| (103154) | 1999 XZ221             | 15 décembre 1999      | LINEAR     |
| (103155) | 1999 XN222             | 15 décembre 1999      | LINEAR     |
| (103156) | 1999 XT222             | 15 décembre 1999      | LINEAR     |
| (103157) | 1999 XU223             | 13 décembre 1999      | Spacewatch |
| (103158) | 1999 XB224             | 13 décembre 1999      | Spacewatch |
| (103159) | 1999 XP224             | 13 décembre 1999      | Spacewatch |
| (103160) | 1999 XW224             | 13 décembre 1999      | Spacewatch |
| (103161) | 1999 XF225             | 13 décembre 1999      | Spacewatch |
| (103162) | 1999 XZ225             | 13 décembre 1999      | Spacewatch |
| (103163) | 1999 XR226             | 14 décembre 1999      | Spacewatch |
| (103164) | 1999 XX226             | 15 décembre 1999      | Spacewatch |
| (103165) | 1999 XN227             | 15 décembre 1999      | Spacewatch |
| (103166) | 1999 XT227             | 15 décembre 1999      | Spacewatch |
| (103167) | 1999 XS228             | 14 décembre 1999      | Spacewatch |
| (103168) | 1999 XW228             | 14 décembre 1999      | Spacewatch |
| (103169) | 1999 XR229             | 7 décembre 1999       | CSS        |
| (103170) | 1999 XL230             | 7 décembre 1999       | LONEOS     |
| (103171) | 1999 XC231             | 7 décembre 1999       | CSS        |
| (103172) | 1999 XL231             | 8 décembre 1999       | CSS        |
| (103173) | 1999 XS233             | 4 décembre 1999       | LONEOS     |
| (103174) | 1999 XK234             | 4 décembre 1999       | LONEOS     |
| (103175) | 1999 XS234             | 3 décembre 1999       | LONEOS     |
| (103176) | 1999 XT234             | 3 décembre 1999       | LONEOS     |
| (103177) | 1999 XU234             | 3 décembre 1999       | LONEOS     |
| (103178) | 1999 XL235             | 2 décembre 1999       | Spacewatch |
| (103179) | 1999 XO236             | 5 décembre 1999       | LONEOS     |
| (103180) | 1999 XF237             | 5 décembre 1999       | CSS        |
| (103181) | 1999 XR237             | 5 décembre 1999       | CSS        |
| (103182) | 1999 XJ238             | 2 décembre 1999       | Spacewatch |
| (103183) | 1999 XA239             | 6 décembre 1999       | Spacewatch |
| (103184) | 1999 XG239             | 6 décembre 1999       | LINEAR     |
| (103185) | 1999 XD242             | 13 décembre 1999      | CSS        |
| (103186) | 1999 XH242             | 13 décembre 1999      | LONEOS     |
| (103187) | 1999 XS242             | 13 décembre 1999      | LINEAR     |
| (103188) | 1999 XT242             | 13 décembre 1999      | LINEAR     |
| (103189) | 1999 XV242             | 13 décembre 1999      | LINEAR     |
| (103190) | 1999 XD243             | 2 décembre 1999       | LINEAR     |
| (103191) | 1999 XE243             | 3 décembre 1999       | LONEOS     |
| (103192) | 1999 XF243             | 5 décembre 1999       | LONEOS     |
| (103193) | 1999 XG243             | 5 décembre 1999       | LONEOS     |
| (103194) | 1999 XX243             | 5 décembre 1999       | LONEOS     |
| (103195) | 1999 XZ243             | 5 décembre 1999       | LONEOS     |
| (103196) | 1999 XA244             | 5 décembre 1999       | LONEOS     |
| (103197) | 1999 XZ247             | 6 décembre 1999       | LINEAR     |
| (103198) | 1999 XT248             | 6 décembre 1999       | LINEAR     |
| (103199) | 1999 XE249             | 6 décembre 1999       | LINEAR     |
| (103200) | 1999 XL249             | 6 décembre 1999       | LINEAR     |

### 103201-103300
| Nom                    | Désignation provisoire | Date de la découverte | Découvreur                 |
| ---------------------- | ---------------------- | --------------------- | -------------------------- |
| (103201)               | 1999 XB250             | 6 décembre 1999       | LINEAR                     |
| (103202)               | 1999 XW250             | 5 décembre 1999       | Spacewatch                 |
| (103203)               | 1999 XM251             | 9 décembre 1999       | Spacewatch                 |
| (103204)               | 1999 XN251             | 9 décembre 1999       | Spacewatch                 |
| (103205)               | 1999 XJ252             | 9 décembre 1999       | Spacewatch                 |
| (103206)               | 1999 XN252             | 12 décembre 1999      | Spacewatch                 |
| (103207)               | 1999 XA253             | 12 décembre 1999      | Spacewatch                 |
| (103208)               | 1999 XN254             | 12 décembre 1999      | Spacewatch                 |
| (103209)               | 1999 XX256             | 7 décembre 1999       | CSS                        |
| (103210)               | 1999 XK257             | 7 décembre 1999       | LINEAR                     |
| (103211)               | 1999 XA258             | 8 décembre 1999       | Spacewatch                 |
| (103212)               | 1999 XV258             | 6 décembre 1999       | LINEAR                     |
| (103213)               | 1999 XL259             | 5 décembre 1999       | LONEOS                     |
| (103214)               | 1999 XG260             | 8 décembre 1999       | LINEAR                     |
| (103215)               | 1999 XZ260             | 8 décembre 1999       | LINEAR                     |
| (103216)               | 1999 XT261             | 4 décembre 1999       | LONEOS                     |
| (103217)               | 1999 YK1               | 17 décembre 1999      | LINEAR                     |
| (103218)               | 1999 YV2               | 16 décembre 1999      | Spacewatch                 |
| (103219)               | 1999 YX3               | 19 décembre 1999      | LINEAR                     |
| (103220) Kwongchuikuen | 1999 YQ4               | 28 décembre 1999      | Yeung, W. K. Y.            |
| (103221)               | 1999 YC5               | 29 décembre 1999      | Cooney Jr., W. R.          |
| (103222)               | 1999 YD5               | 29 décembre 1999      | Cooney Jr., W. R.          |
| (103223)               | 1999 YT6               | 30 décembre 1999      | LINEAR                     |
| (103224)               | 1999 YP8               | 27 décembre 1999      | Spacewatch                 |
| (103225)               | 1999 YQ8               | 27 décembre 1999      | Spacewatch                 |
| (103226)               | 1999 YH9               | 31 décembre 1999      | Korlevic, K.               |
| (103227)               | 1999 YR10              | 27 décembre 1999      | Spacewatch                 |
| (103228)               | 1999 YT13              | 31 décembre 1999      | Korlevic, K.               |
| (103229)               | 1999 YA14              | 27 décembre 1999      | Spacewatch                 |
| (103230)               | 1999 YE15              | 31 décembre 1999      | Spacewatch                 |
| (103231)               | 1999 YM15              | 31 décembre 1999      | Spacewatch                 |
| (103232)               | 1999 YU16              | 31 décembre 1999      | Spacewatch                 |
| (103233)               | 1999 YM17              | 31 décembre 1999      | Spacewatch                 |
| (103234)               | 1999 YY19              | 30 décembre 1999      | Veillet, C.                |
| (103235)               | 1999 YM22              | 30 décembre 1999      | LINEAR                     |
| (103236)               | 1999 YV24              | 27 décembre 1999      | Spacewatch                 |
| (103237)               | 1999 YO26              | 30 décembre 1999      | LINEAR                     |
| (103238)               | 1999 YA28              | 17 décembre 1999      | LINEAR                     |
| (103239)               | 2000 AS                | 2 janvier 2000        | Spacewatch                 |
| (103240)               | 2000 AC1               | 2 janvier 2000        | Spacewatch                 |
| (103241)               | 2000 AK2               | 3 janvier 2000        | Kobayashi, T.              |
| (103242)               | 2000 AL3               | 2 janvier 2000        | LINEAR                     |
| (103243)               | 2000 AV3               | 3 janvier 2000        | LINEAR                     |
| (103244)               | 2000 AK4               | 3 janvier 2000        | Spacewatch                 |
| (103245)               | 2000 AN4               | 3 janvier 2000        | Spacewatch                 |
| (103246)               | 2000 AQ4               | 3 janvier 2000        | Farra d'Isonzo             |
| (103247)               | 2000 AS4               | 3 janvier 2000        | Korlevic, K.               |
| (103248)               | 2000 AZ4               | 2 janvier 2000        | Boattini, A., Tombelli, M. |
| (103249)               | 2000 AA5               | 3 janvier 2000        | Boattini, A., Forti, G.    |
| (103250)               | 2000 AY6               | 2 janvier 2000        | LINEAR                     |
| (103251)               | 2000 AN7               | 2 janvier 2000        | LINEAR                     |
| (103252)               | 2000 AG9               | 2 janvier 2000        | LINEAR                     |
| (103253)               | 2000 AC13              | 3 janvier 2000        | LINEAR                     |
| (103254)               | 2000 AX13              | 3 janvier 2000        | LINEAR                     |
| (103255)               | 2000 AD14              | 3 janvier 2000        | LINEAR                     |
| (103256)               | 2000 AY14              | 3 janvier 2000        | LINEAR                     |
| (103257)               | 2000 AG19              | 3 janvier 2000        | LINEAR                     |
| (103258)               | 2000 AH20              | 3 janvier 2000        | LINEAR                     |
| (103259)               | 2000 AZ20              | 3 janvier 2000        | LINEAR                     |
| (103260)               | 2000 AF22              | 3 janvier 2000        | LINEAR                     |
| (103261)               | 2000 AJ23              | 3 janvier 2000        | LINEAR                     |
| (103262)               | 2000 AM24              | 3 janvier 2000        | LINEAR                     |
| (103263)               | 2000 AB25              | 3 janvier 2000        | LINEAR                     |
| (103264)               | 2000 AQ25              | 3 janvier 2000        | LINEAR                     |
| (103265)               | 2000 AY25              | 3 janvier 2000        | LINEAR                     |
| (103266)               | 2000 AT26              | 3 janvier 2000        | LINEAR                     |
| (103267)               | 2000 AK27              | 3 janvier 2000        | LINEAR                     |
| (103268)               | 2000 AV27              | 3 janvier 2000        | LINEAR                     |
| (103269)               | 2000 AG28              | 3 janvier 2000        | LINEAR                     |
| (103270)               | 2000 AJ30              | 3 janvier 2000        | LINEAR                     |
| (103271)               | 2000 AR30              | 3 janvier 2000        | LINEAR                     |
| (103272)               | 2000 AX30              | 3 janvier 2000        | LINEAR                     |
| (103273)               | 2000 AQ32              | 3 janvier 2000        | LINEAR                     |
| (103274)               | 2000 AF33              | 3 janvier 2000        | LINEAR                     |
| (103275)               | 2000 AM33              | 3 janvier 2000        | LINEAR                     |
| (103276)               | 2000 AT33              | 5 janvier 2000        | LINEAR                     |
| (103277)               | 2000 AU33              | 3 janvier 2000        | LINEAR                     |
| (103278)               | 2000 AG34              | 3 janvier 2000        | LINEAR                     |
| (103279)               | 2000 AD35              | 3 janvier 2000        | LINEAR                     |
| (103280)               | 2000 AV36              | 3 janvier 2000        | LINEAR                     |
| (103281)               | 2000 AY36              | 3 janvier 2000        | LINEAR                     |
| (103282)               | 2000 AX37              | 3 janvier 2000        | LINEAR                     |
| (103283)               | 2000 AZ38              | 3 janvier 2000        | LINEAR                     |
| (103284)               | 2000 AL39              | 3 janvier 2000        | LINEAR                     |
| (103285)               | 2000 AF40              | 3 janvier 2000        | LINEAR                     |
| (103286)               | 2000 AV40              | 3 janvier 2000        | LINEAR                     |
| (103287)               | 2000 AD41              | 3 janvier 2000        | LINEAR                     |
| (103288)               | 2000 AA42              | 3 janvier 2000        | LINEAR                     |
| (103289)               | 2000 AF42              | 2 janvier 2000        | Sposetti, S.               |
| (103290)               | 2000 AN43              | 5 janvier 2000        | Crni Vrh                   |
| (103291)               | 2000 AL44              | 5 janvier 2000        | Spacewatch                 |
| (103292)               | 2000 AD45              | 5 janvier 2000        | Spacewatch                 |
| (103293)               | 2000 AN45              | 3 janvier 2000        | LINEAR                     |
| (103294)               | 2000 AS45              | 3 janvier 2000        | LINEAR                     |
| (103295)               | 2000 AA46              | 3 janvier 2000        | LINEAR                     |
| (103296)               | 2000 AY46              | 4 janvier 2000        | LINEAR                     |
| (103297)               | 2000 AC47              | 4 janvier 2000        | LINEAR                     |
| (103298)               | 2000 AU47              | 4 janvier 2000        | LINEAR                     |
| (103299)               | 2000 AV47              | 4 janvier 2000        | LINEAR                     |
| (103300)               | 2000 AX47              | 4 janvier 2000        | LINEAR                     |

### 103301-103400
| Nom      | Désignation provisoire | Date de la découverte | Découvreur   |
| -------- | ---------------------- | --------------------- | ------------ |
| (103301) | 2000 AL49              | 5 janvier 2000        | LINEAR       |
| (103302) | 2000 AF50              | 5 janvier 2000        | Korlevic, K. |
| (103303) | 2000 AM50              | 6 janvier 2000        | Korlevic, K. |
| (103304) | 2000 AF53              | 4 janvier 2000        | LINEAR       |
| (103305) | 2000 AO53              | 4 janvier 2000        | LINEAR       |
| (103306) | 2000 AU53              | 4 janvier 2000        | LINEAR       |
| (103307) | 2000 AM54              | 4 janvier 2000        | LINEAR       |
| (103308) | 2000 AH55              | 4 janvier 2000        | LINEAR       |
| (103309) | 2000 AR55              | 4 janvier 2000        | LINEAR       |
| (103310) | 2000 AA56              | 4 janvier 2000        | LINEAR       |
| (103311) | 2000 AH56              | 4 janvier 2000        | LINEAR       |
| (103312) | 2000 AL56              | 4 janvier 2000        | LINEAR       |
| (103313) | 2000 AP56              | 4 janvier 2000        | LINEAR       |
| (103314) | 2000 AY56              | 4 janvier 2000        | LINEAR       |
| (103315) | 2000 AV59              | 4 janvier 2000        | LINEAR       |
| (103316) | 2000 AD60              | 4 janvier 2000        | LINEAR       |
| (103317) | 2000 AK60              | 4 janvier 2000        | LINEAR       |
| (103318) | 2000 AS60              | 4 janvier 2000        | LINEAR       |
| (103319) | 2000 AZ62              | 4 janvier 2000        | LINEAR       |
| (103320) | 2000 AN64              | 4 janvier 2000        | LINEAR       |
| (103321) | 2000 AX65              | 4 janvier 2000        | LINEAR       |
| (103322) | 2000 AH66              | 4 janvier 2000        | LINEAR       |
| (103323) | 2000 AA67              | 4 janvier 2000        | LINEAR       |
| (103324) | 2000 AB67              | 4 janvier 2000        | LINEAR       |
| (103325) | 2000 AC67              | 4 janvier 2000        | LINEAR       |
| (103326) | 2000 AD67              | 4 janvier 2000        | LINEAR       |
| (103327) | 2000 AQ68              | 5 janvier 2000        | LINEAR       |
| (103328) | 2000 AC69              | 5 janvier 2000        | LINEAR       |
| (103329) | 2000 AN69              | 5 janvier 2000        | LINEAR       |
| (103330) | 2000 AX69              | 5 janvier 2000        | LINEAR       |
| (103331) | 2000 AY69              | 5 janvier 2000        | LINEAR       |
| (103332) | 2000 AZ69              | 5 janvier 2000        | LINEAR       |
| (103333) | 2000 AN70              | 5 janvier 2000        | LINEAR       |
| (103334) | 2000 AZ72              | 5 janvier 2000        | LINEAR       |
| (103335) | 2000 AF75              | 5 janvier 2000        | LINEAR       |
| (103336) | 2000 AH77              | 5 janvier 2000        | LINEAR       |
| (103337) | 2000 AG78              | 5 janvier 2000        | LINEAR       |
| (103338) | 2000 AN78              | 5 janvier 2000        | LINEAR       |
| (103339) | 2000 AV79              | 5 janvier 2000        | LINEAR       |
| (103340) | 2000 AW81              | 5 janvier 2000        | LINEAR       |
| (103341) | 2000 AG82              | 5 janvier 2000        | LINEAR       |
| (103342) | 2000 AX83              | 5 janvier 2000        | LINEAR       |
| (103343) | 2000 AX84              | 5 janvier 2000        | LINEAR       |
| (103344) | 2000 AC85              | 5 janvier 2000        | LINEAR       |
| (103345) | 2000 AU85              | 5 janvier 2000        | LINEAR       |
| (103346) | 2000 AD86              | 5 janvier 2000        | LINEAR       |
| (103347) | 2000 AK86              | 5 janvier 2000        | LINEAR       |
| (103348) | 2000 AL86              | 5 janvier 2000        | LINEAR       |
| (103349) | 2000 AN87              | 5 janvier 2000        | LINEAR       |
| (103350) | 2000 AV88              | 5 janvier 2000        | LINEAR       |
| (103351) | 2000 AS89              | 5 janvier 2000        | LINEAR       |
| (103352) | 2000 AO90              | 5 janvier 2000        | LINEAR       |
| (103353) | 2000 AP90              | 5 janvier 2000        | LINEAR       |
| (103354) | 2000 AV90              | 5 janvier 2000        | LINEAR       |
| (103355) | 2000 AY90              | 5 janvier 2000        | LINEAR       |
| (103356) | 2000 AJ92              | 5 janvier 2000        | LINEAR       |
| (103357) | 2000 AM92              | 2 janvier 2000        | LINEAR       |
| (103358) | 2000 AE93              | 4 janvier 2000        | LINEAR       |
| (103359) | 2000 AH93              | 4 janvier 2000        | LINEAR       |
| (103360) | 2000 AS94              | 4 janvier 2000        | LINEAR       |
| (103361) | 2000 AR95              | 4 janvier 2000        | LINEAR       |
| (103362) | 2000 AV95              | 4 janvier 2000        | LINEAR       |
| (103363) | 2000 AL100             | 5 janvier 2000        | LINEAR       |
| (103364) | 2000 AP102             | 5 janvier 2000        | LINEAR       |
| (103365) | 2000 AZ103             | 5 janvier 2000        | LINEAR       |
| (103366) | 2000 AQ104             | 5 janvier 2000        | LINEAR       |
| (103367) | 2000 AZ105             | 5 janvier 2000        | LINEAR       |
| (103368) | 2000 AF107             | 5 janvier 2000        | LINEAR       |
| (103369) | 2000 AN109             | 5 janvier 2000        | LINEAR       |
| (103370) | 2000 AH111             | 5 janvier 2000        | LINEAR       |
| (103371) | 2000 AO113             | 5 janvier 2000        | LINEAR       |
| (103372) | 2000 AS113             | 5 janvier 2000        | LINEAR       |
| (103373) | 2000 AM114             | 5 janvier 2000        | LINEAR       |
| (103374) | 2000 AQ114             | 5 janvier 2000        | LINEAR       |
| (103375) | 2000 AT114             | 5 janvier 2000        | LINEAR       |
| (103376) | 2000 AX118             | 5 janvier 2000        | LINEAR       |
| (103377) | 2000 AG119             | 5 janvier 2000        | LINEAR       |
| (103378) | 2000 AM119             | 5 janvier 2000        | LINEAR       |
| (103379) | 2000 AH120             | 5 janvier 2000        | LINEAR       |
| (103380) | 2000 AN120             | 5 janvier 2000        | LINEAR       |
| (103381) | 2000 AP120             | 5 janvier 2000        | LINEAR       |
| (103382) | 2000 AC121             | 5 janvier 2000        | LINEAR       |
| (103383) | 2000 AF121             | 5 janvier 2000        | LINEAR       |
| (103384) | 2000 AG121             | 5 janvier 2000        | LINEAR       |
| (103385) | 2000 AU121             | 5 janvier 2000        | LINEAR       |
| (103386) | 2000 AK122             | 5 janvier 2000        | LINEAR       |
| (103387) | 2000 AS123             | 5 janvier 2000        | LINEAR       |
| (103388) | 2000 AX123             | 5 janvier 2000        | LINEAR       |
| (103389) | 2000 AN124             | 5 janvier 2000        | LINEAR       |
| (103390) | 2000 AL125             | 5 janvier 2000        | LINEAR       |
| (103391) | 2000 AZ125             | 5 janvier 2000        | LINEAR       |
| (103392) | 2000 AC127             | 5 janvier 2000        | LINEAR       |
| (103393) | 2000 AF127             | 5 janvier 2000        | LINEAR       |
| (103394) | 2000 AO127             | 5 janvier 2000        | LINEAR       |
| (103395) | 2000 AX127             | 5 janvier 2000        | LINEAR       |
| (103396) | 2000 AC129             | 5 janvier 2000        | LINEAR       |
| (103397) | 2000 AJ129             | 5 janvier 2000        | LINEAR       |
| (103398) | 2000 AS129             | 5 janvier 2000        | LINEAR       |
| (103399) | 2000 AM130             | 5 janvier 2000        | LINEAR       |
| (103400) | 2000 AO130             | 5 janvier 2000        | LINEAR       |

### 103401-103500
| Nom                     | Désignation provisoire | Date de la découverte | Découvreur                |
| ----------------------- | ---------------------- | --------------------- | ------------------------- |
| (103401)                | 2000 AW130             | 6 janvier 2000        | LINEAR                    |
| (103402)                | 2000 AA132             | 3 janvier 2000        | LINEAR                    |
| (103403)                | 2000 AG132             | 3 janvier 2000        | LINEAR                    |
| (103404)                | 2000 AJ134             | 4 janvier 2000        | LINEAR                    |
| (103405)                | 2000 AM134             | 4 janvier 2000        | LINEAR                    |
| (103406)                | 2000 AX135             | 4 janvier 2000        | LINEAR                    |
| (103407)                | 2000 AC136             | 4 janvier 2000        | LINEAR                    |
| (103408)                | 2000 AK140             | 5 janvier 2000        | LINEAR                    |
| (103409)                | 2000 AP140             | 5 janvier 2000        | LINEAR                    |
| (103410)                | 2000 AR140             | 5 janvier 2000        | LINEAR                    |
| (103411)                | 2000 AR141             | 5 janvier 2000        | LINEAR                    |
| (103412)                | 2000 AS142             | 5 janvier 2000        | LINEAR                    |
| (103413)                | 2000 AL143             | 5 janvier 2000        | LINEAR                    |
| (103414)                | 2000 AX144             | 5 janvier 2000        | LINEAR                    |
| (103415)                | 2000 AF146             | 7 janvier 2000        | LINEAR                    |
| (103416)                | 2000 AM148             | 7 janvier 2000        | LINEAR                    |
| (103417)                | 2000 AL150             | 7 janvier 2000        | LINEAR                    |
| (103418)                | 2000 AM150             | 7 janvier 2000        | LINEAR                    |
| (103419)                | 2000 AS150             | 8 janvier 2000        | LINEAR                    |
| (103420)                | 2000 AX150             | 8 janvier 2000        | LINEAR                    |
| (103421) Laurmatt       | 2000 AD151             | 6 janvier 2000        | Tesi, L., Forti, G.       |
| (103422) Laurisirén     | 2000 AG153             | 9 janvier 2000        | Oksanen, A., Moilanen, M. |
| (103423)                | 2000 AM153             | 11 janvier 2000       | Comba, P. G.              |
| (103424)                | 2000 AY155             | 3 janvier 2000        | LINEAR                    |
| (103425)                | 2000 AX157             | 3 janvier 2000        | LINEAR                    |
| (103426)                | 2000 AC158             | 3 janvier 2000        | LINEAR                    |
| (103427)                | 2000 AJ158             | 3 janvier 2000        | LINEAR                    |
| (103428)                | 2000 AN158             | 3 janvier 2000        | LINEAR                    |
| (103429)                | 2000 AJ159             | 3 janvier 2000        | LINEAR                    |
| (103430)                | 2000 AT159             | 3 janvier 2000        | LINEAR                    |
| (103431)                | 2000 AY159             | 3 janvier 2000        | LINEAR                    |
| (103432)                | 2000 AX160             | 3 janvier 2000        | LINEAR                    |
| (103433)                | 2000 AY165             | 8 janvier 2000        | LINEAR                    |
| (103434)                | 2000 AQ171             | 7 janvier 2000        | LINEAR                    |
| (103435)                | 2000 AO176             | 7 janvier 2000        | LINEAR                    |
| (103436)                | 2000 AE179             | 7 janvier 2000        | LINEAR                    |
| (103437)                | 2000 AJ181             | 7 janvier 2000        | LINEAR                    |
| (103438)                | 2000 AT182             | 7 janvier 2000        | LINEAR                    |
| (103439)                | 2000 AK184             | 7 janvier 2000        | LINEAR                    |
| (103440)                | 2000 AC187             | 8 janvier 2000        | LINEAR                    |
| (103441)                | 2000 AN187             | 8 janvier 2000        | LINEAR                    |
| (103442)                | 2000 AO187             | 8 janvier 2000        | LINEAR                    |
| (103443)                | 2000 AP188             | 8 janvier 2000        | LINEAR                    |
| (103444)                | 2000 AD189             | 8 janvier 2000        | LINEAR                    |
| (103445)                | 2000 AJ190             | 8 janvier 2000        | LINEAR                    |
| (103446)                | 2000 AS190             | 8 janvier 2000        | LINEAR                    |
| (103447)                | 2000 AD191             | 8 janvier 2000        | LINEAR                    |
| (103448)                | 2000 AL192             | 8 janvier 2000        | LINEAR                    |
| (103449)                | 2000 AM192             | 8 janvier 2000        | LINEAR                    |
| (103450)                | 2000 AJ193             | 8 janvier 2000        | LINEAR                    |
| (103451)                | 2000 AM193             | 8 janvier 2000        | LINEAR                    |
| (103452)                | 2000 AY193             | 8 janvier 2000        | LINEAR                    |
| (103453)                | 2000 AU194             | 8 janvier 2000        | LINEAR                    |
| (103454)                | 2000 AE196             | 8 janvier 2000        | LINEAR                    |
| (103455)                | 2000 AJ196             | 8 janvier 2000        | LINEAR                    |
| (103456)                | 2000 AN196             | 8 janvier 2000        | LINEAR                    |
| (103457)                | 2000 AO196             | 8 janvier 2000        | LINEAR                    |
| (103458)                | 2000 AA199             | 8 janvier 2000        | LINEAR                    |
| (103459)                | 2000 AB201             | 9 janvier 2000        | LINEAR                    |
| (103460) Dieterherrmann | 2000 AC204             | 11 janvier 2000       | Lehmann, G., Kandler, J.  |
| (103461)                | 2000 AX205             | 14 janvier 2000       | Farpoint                  |
| (103462)                | 2000 AQ206             | 3 janvier 2000        | Spacewatch                |
| (103463)                | 2000 AF207             | 3 janvier 2000        | Spacewatch                |
| (103464)                | 2000 AG207             | 3 janvier 2000        | Spacewatch                |
| (103465)                | 2000 AB208             | 4 janvier 2000        | Spacewatch                |
| (103466)                | 2000 AC209             | 4 janvier 2000        | Spacewatch                |
| (103467)                | 2000 AD209             | 4 janvier 2000        | Spacewatch                |
| (103468)                | 2000 AX209             | 5 janvier 2000        | Spacewatch                |
| (103469)                | 2000 AK211             | 5 janvier 2000        | Spacewatch                |
| (103470)                | 2000 AA212             | 5 janvier 2000        | Spacewatch                |
| (103471)                | 2000 AF212             | 5 janvier 2000        | Spacewatch                |
| (103472)                | 2000 AM212             | 5 janvier 2000        | Spacewatch                |
| (103473)                | 2000 AU212             | 6 janvier 2000        | Spacewatch                |
| (103474)                | 2000 AN213             | 6 janvier 2000        | Spacewatch                |
| (103475)                | 2000 AY214             | 7 janvier 2000        | Spacewatch                |
| (103476)                | 2000 AH215             | 7 janvier 2000        | Spacewatch                |
| (103477)                | 2000 AA219             | 8 janvier 2000        | Spacewatch                |
| (103478)                | 2000 AD219             | 8 janvier 2000        | Spacewatch                |
| (103479)                | 2000 AE223             | 9 janvier 2000        | Spacewatch                |
| (103480)                | 2000 AS223             | 9 janvier 2000        | Spacewatch                |
| (103481)                | 2000 AP224             | 11 janvier 2000       | Spacewatch                |
| (103482)                | 2000 AB227             | 10 janvier 2000       | Spacewatch                |
| (103483)                | 2000 AJ227             | 10 janvier 2000       | Spacewatch                |
| (103484)                | 2000 AR227             | 10 janvier 2000       | Spacewatch                |
| (103485)                | 2000 AR231             | 4 janvier 2000        | LINEAR                    |
| (103486)                | 2000 AV231             | 4 janvier 2000        | LINEAR                    |
| (103487)                | 2000 AC232             | 4 janvier 2000        | LINEAR                    |
| (103488)                | 2000 AK232             | 4 janvier 2000        | LINEAR                    |
| (103489)                | 2000 AO232             | 4 janvier 2000        | LINEAR                    |
| (103490)                | 2000 AA235             | 5 janvier 2000        | LINEAR                    |
| (103491)                | 2000 AG236             | 5 janvier 2000        | LONEOS                    |
| (103492)                | 2000 AK236             | 5 janvier 2000        | Spacewatch                |
| (103493)                | 2000 AN237             | 5 janvier 2000        | LONEOS                    |
| (103494)                | 2000 AB239             | 6 janvier 2000        | LINEAR                    |
| (103495)                | 2000 AJ239             | 6 janvier 2000        | LINEAR                    |
| (103496)                | 2000 AR239             | 6 janvier 2000        | LINEAR                    |
| (103497)                | 2000 AX240             | 7 janvier 2000        | LONEOS                    |
| (103498)                | 2000 AW243             | 7 janvier 2000        | LINEAR                    |
| (103499)                | 2000 AO244             | 8 janvier 2000        | LINEAR                    |
| (103500)                | 2000 AE245             | 9 janvier 2000        | LINEAR                    |

### 103501-103600
| Nom            | Désignation provisoire | Date de la découverte | Découvreur                     |
| -------------- | ---------------------- | --------------------- | ------------------------------ |
| (103501)       | 2000 AT245             | 8 janvier 2000        | Tholen, D. J., Whiteley, R. J. |
| (103502)       | 2000 AF247             | 2 janvier 2000        | LINEAR                         |
| (103503)       | 2000 AP248             | 4 janvier 2000        | LONEOS                         |
| (103504)       | 2000 AF254             | 4 janvier 2000        | LINEAR                         |
| (103505)       | 2000 BW                | 28 janvier 2000       | LINEAR                         |
| (103506)       | 2000 BD1               | 28 janvier 2000       | LINEAR                         |
| (103507)       | 2000 BK1               | 26 janvier 2000       | Spacewatch                     |
| (103508)       | 2000 BV1               | 27 janvier 2000       | Spacewatch                     |
| (103509)       | 2000 BG2               | 26 janvier 2000       | Korlevic, K.                   |
| (103510)       | 2000 BS2               | 26 janvier 2000       | LINEAR                         |
| (103511)       | 2000 BW2               | 25 janvier 2000       | Korlevic, K.                   |
| (103512)       | 2000 BZ2               | 26 janvier 2000       | Korlevic, K.                   |
| (103513)       | 2000 BM3               | 27 janvier 2000       | Kobayashi, T.                  |
| (103514)       | 2000 BD4               | 21 janvier 2000       | LINEAR                         |
| (103515)       | 2000 BR4               | 21 janvier 2000       | LINEAR                         |
| (103516)       | 2000 BY4               | 21 janvier 2000       | LINEAR                         |
| (103517)       | 2000 BE5               | 27 janvier 2000       | LINEAR                         |
| (103518)       | 2000 BF5               | 27 janvier 2000       | LINEAR                         |
| (103519)       | 2000 BW5               | 27 janvier 2000       | LINEAR                         |
| (103520)       | 2000 BB6               | 28 janvier 2000       | LINEAR                         |
| (103521)       | 2000 BH6               | 28 janvier 2000       | LINEAR                         |
| (103522)       | 2000 BQ6               | 29 janvier 2000       | LINEAR                         |
| (103523)       | 2000 BT6               | 26 janvier 2000       | LINEAR                         |
| (103524)       | 2000 BO7               | 29 janvier 2000       | LINEAR                         |
| (103525)       | 2000 BW7               | 29 janvier 2000       | LINEAR                         |
| (103526)       | 2000 BS8               | 29 janvier 2000       | LINEAR                         |
| (103527)       | 2000 BB9               | 26 janvier 2000       | Spacewatch                     |
| (103528)       | 2000 BD10              | 26 janvier 2000       | Spacewatch                     |
| (103529)       | 2000 BK10              | 26 janvier 2000       | Spacewatch                     |
| (103530)       | 2000 BS11              | 26 janvier 2000       | Spacewatch                     |
| (103531)       | 2000 BD12              | 28 janvier 2000       | Spacewatch                     |
| (103532)       | 2000 BT12              | 28 janvier 2000       | Spacewatch                     |
| (103533)       | 2000 BS14              | 28 janvier 2000       | Kobayashi, T.                  |
| (103534)       | 2000 BS16              | 30 janvier 2000       | LINEAR                         |
| (103535)       | 2000 BT16              | 30 janvier 2000       | LINEAR                         |
| (103536)       | 2000 BD17              | 30 janvier 2000       | LINEAR                         |
| (103537)       | 2000 BO17              | 30 janvier 2000       | LINEAR                         |
| (103538)       | 2000 BY17              | 30 janvier 2000       | LINEAR                         |
| (103539)       | 2000 BZ17              | 30 janvier 2000       | LINEAR                         |
| (103540)       | 2000 BT18              | 30 janvier 2000       | LINEAR                         |
| (103541)       | 2000 BU18              | 30 janvier 2000       | LINEAR                         |
| (103542)       | 2000 BV18              | 29 janvier 2000       | LINEAR                         |
| (103543)       | 2000 BJ20              | 26 janvier 2000       | Spacewatch                     |
| (103544)       | 2000 BC21              | 29 janvier 2000       | Spacewatch                     |
| (103545)       | 2000 BP22              | 25 janvier 2000       | Korlevic, K.                   |
| (103546)       | 2000 BN23              | 27 janvier 2000       | LINEAR                         |
| (103547)       | 2000 BA24              | 29 janvier 2000       | LINEAR                         |
| (103548)       | 2000 BH24              | 29 janvier 2000       | LINEAR                         |
| (103549)       | 2000 BJ24              | 29 janvier 2000       | LINEAR                         |
| (103550)       | 2000 BS24              | 29 janvier 2000       | LINEAR                         |
| (103551)       | 2000 BJ25              | 30 janvier 2000       | LINEAR                         |
| (103552)       | 2000 BU26              | 30 janvier 2000       | LINEAR                         |
| (103553)       | 2000 BW26              | 30 janvier 2000       | LINEAR                         |
| (103554)       | 2000 BF27              | 30 janvier 2000       | LINEAR                         |
| (103555)       | 2000 BS27              | 30 janvier 2000       | LINEAR                         |
| (103556)       | 2000 BD28              | 31 janvier 2000       | LINEAR                         |
| (103557)       | 2000 BK28              | 31 janvier 2000       | LINEAR                         |
| (103558)       | 2000 BE29              | 25 janvier 2000       | Korlevic, K.                   |
| (103559)       | 2000 BU31              | 27 janvier 2000       | Spacewatch                     |
| (103560) Peate | 2000 BZ31              | 30 janvier 2000       | CSS                            |
| (103561)       | 2000 BJ32              | 28 janvier 2000       | Spacewatch                     |
| (103562)       | 2000 BL33              | 30 janvier 2000       | CSS                            |
| (103563)       | 2000 BY33              | 30 janvier 2000       | CSS                            |
| (103564)       | 2000 BR34              | 30 janvier 2000       | CSS                            |
| (103565)       | 2000 BG35              | 30 janvier 2000       | LINEAR                         |
| (103566)       | 2000 BL35              | 30 janvier 2000       | LINEAR                         |
| (103567)       | 2000 BR40              | 29 janvier 2000       | Spacewatch                     |
| (103568)       | 2000 BZ41              | 30 janvier 2000       | Spacewatch                     |
| (103569)       | 2000 BD45              | 28 janvier 2000       | Spacewatch                     |
| (103570)       | 2000 BH49              | 27 janvier 2000       | Spacewatch                     |
| (103571)       | 2000 BU49              | 16 janvier 2000       | Spacewatch                     |
| (103572)       | 2000 BX50              | 16 janvier 2000       | Spacewatch                     |
| (103573)       | 2000 BE51              | 30 janvier 2000       | Spacewatch                     |
| (103574)       | 2000 CR                | 3 février 2000        | Comba, P. G.                   |
| (103575)       | 2000 CS                | 3 février 2000        | Comba, P. G.                   |
| (103576)       | 2000 CG1               | 4 février 2000        | Stafford, T.                   |
| (103577)       | 2000 CL1               | 4 février 2000        | Korlevic, K.                   |
| (103578)       | 2000 CK3               | 2 février 2000        | LINEAR                         |
| (103579)       | 2000 CZ3               | 2 février 2000        | LINEAR                         |
| (103580)       | 2000 CF4               | 2 février 2000        | LINEAR                         |
| (103581)       | 2000 CO4               | 2 février 2000        | LINEAR                         |
| (103582)       | 2000 CQ4               | 2 février 2000        | LINEAR                         |
| (103583)       | 2000 CR5               | 2 février 2000        | LINEAR                         |
| (103584)       | 2000 CW5               | 2 février 2000        | LINEAR                         |
| (103585)       | 2000 CH7               | 2 février 2000        | LINEAR                         |
| (103586)       | 2000 CR7               | 2 février 2000        | LINEAR                         |
| (103587)       | 2000 CT7               | 2 février 2000        | LINEAR                         |
| (103588)       | 2000 CU7               | 2 février 2000        | LINEAR                         |
| (103589)       | 2000 CH8               | 2 février 2000        | LINEAR                         |
| (103590)       | 2000 CL8               | 2 février 2000        | LINEAR                         |
| (103591)       | 2000 CR8               | 2 février 2000        | LINEAR                         |
| (103592)       | 2000 CB9               | 2 février 2000        | LINEAR                         |
| (103593)       | 2000 CC10              | 2 février 2000        | LINEAR                         |
| (103594)       | 2000 CC11              | 2 février 2000        | LINEAR                         |
| (103595)       | 2000 CE11              | 2 février 2000        | LINEAR                         |
| (103596)       | 2000 CK12              | 2 février 2000        | LINEAR                         |
| (103597)       | 2000 CP14              | 2 février 2000        | LINEAR                         |
| (103598)       | 2000 CR14              | 2 février 2000        | LINEAR                         |
| (103599)       | 2000 CY14              | 2 février 2000        | LINEAR                         |
| (103600)       | 2000 CM16              | 2 février 2000        | LINEAR                         |

### 103601-103700
| Nom      | Désignation provisoire | Date de la découverte | Découvreur   |
| -------- | ---------------------- | --------------------- | ------------ |
| (103601) | 2000 CP17              | 2 février 2000        | LINEAR       |
| (103602) | 2000 CU17              | 2 février 2000        | LINEAR       |
| (103603) | 2000 CG18              | 2 février 2000        | LINEAR       |
| (103604) | 2000 CH18              | 2 février 2000        | LINEAR       |
| (103605) | 2000 CM18              | 2 février 2000        | LINEAR       |
| (103606) | 2000 CR18              | 2 février 2000        | LINEAR       |
| (103607) | 2000 CE19              | 2 février 2000        | LINEAR       |
| (103608) | 2000 CR19              | 2 février 2000        | LINEAR       |
| (103609) | 2000 CE20              | 2 février 2000        | LINEAR       |
| (103610) | 2000 CS20              | 2 février 2000        | LINEAR       |
| (103611) | 2000 CW20              | 2 février 2000        | LINEAR       |
| (103612) | 2000 CD21              | 2 février 2000        | LINEAR       |
| (103613) | 2000 CM21              | 2 février 2000        | LINEAR       |
| (103614) | 2000 CF22              | 2 février 2000        | LINEAR       |
| (103615) | 2000 CQ22              | 2 février 2000        | LINEAR       |
| (103616) | 2000 CK23              | 2 février 2000        | LINEAR       |
| (103617) | 2000 CL23              | 2 février 2000        | LINEAR       |
| (103618) | 2000 CT23              | 2 février 2000        | LINEAR       |
| (103619) | 2000 CH24              | 2 février 2000        | LINEAR       |
| (103620) | 2000 CJ24              | 2 février 2000        | LINEAR       |
| (103621) | 2000 CA25              | 2 février 2000        | LINEAR       |
| (103622) | 2000 CR25              | 2 février 2000        | LINEAR       |
| (103623) | 2000 CN26              | 2 février 2000        | LINEAR       |
| (103624) | 2000 CF27              | 2 février 2000        | LINEAR       |
| (103625) | 2000 CY27              | 2 février 2000        | LINEAR       |
| (103626) | 2000 CH28              | 2 février 2000        | LINEAR       |
| (103627) | 2000 CL28              | 2 février 2000        | LINEAR       |
| (103628) | 2000 CB29              | 2 février 2000        | LINEAR       |
| (103629) | 2000 CN29              | 2 février 2000        | LINEAR       |
| (103630) | 2000 CS29              | 2 février 2000        | LINEAR       |
| (103631) | 2000 CL30              | 2 février 2000        | LINEAR       |
| (103632) | 2000 CP30              | 2 février 2000        | LINEAR       |
| (103633) | 2000 CW30              | 2 février 2000        | LINEAR       |
| (103634) | 2000 CA31              | 2 février 2000        | LINEAR       |
| (103635) | 2000 CT31              | 2 février 2000        | LINEAR       |
| (103636) | 2000 CW31              | 2 février 2000        | LINEAR       |
| (103637) | 2000 CF32              | 2 février 2000        | LINEAR       |
| (103638) | 2000 CJ32              | 2 février 2000        | LINEAR       |
| (103639) | 2000 CP33              | 2 février 2000        | Roe, J. M.   |
| (103640) | 2000 CQ33              | 4 février 2000        | Korlevic, K. |
| (103641) | 2000 CV33              | 4 février 2000        | Korlevic, K. |
| (103642) | 2000 CG34              | 5 février 2000        | Korlevic, K. |
| (103643) | 2000 CW34              | 2 février 2000        | LINEAR       |
| (103644) | 2000 CK35              | 2 février 2000        | LINEAR       |
| (103645) | 2000 CP35              | 2 février 2000        | LINEAR       |
| (103646) | 2000 CD36              | 2 février 2000        | LINEAR       |
| (103647) | 2000 CH36              | 2 février 2000        | LINEAR       |
| (103648) | 2000 CG37              | 2 février 2000        | LINEAR       |
| (103649) | 2000 CJ37              | 3 février 2000        | LINEAR       |
| (103650) | 2000 CL37              | 3 février 2000        | LINEAR       |
| (103651) | 2000 CJ38              | 3 février 2000        | LINEAR       |
| (103652) | 2000 CP38              | 3 février 2000        | LINEAR       |
| (103653) | 2000 CR39              | 5 février 2000        | Korlevic, K. |
| (103654) | 2000 CX40              | 2 février 2000        | CSS          |
| (103655) | 2000 CC41              | 6 février 2000        | Comba, P. G. |
| (103656) | 2000 CV41              | 2 février 2000        | LINEAR       |
| (103657) | 2000 CW41              | 2 février 2000        | LINEAR       |
| (103658) | 2000 CL42              | 2 février 2000        | LINEAR       |
| (103659) | 2000 CS45              | 2 février 2000        | LINEAR       |
| (103660) | 2000 CJ46              | 2 février 2000        | LINEAR       |
| (103661) | 2000 CK46              | 2 février 2000        | LINEAR       |
| (103662) | 2000 CM46              | 2 février 2000        | LINEAR       |
| (103663) | 2000 CC47              | 2 février 2000        | LINEAR       |
| (103664) | 2000 CK48              | 2 février 2000        | LINEAR       |
| (103665) | 2000 CZ48              | 2 février 2000        | LINEAR       |
| (103666) | 2000 CU49              | 2 février 2000        | LINEAR       |
| (103667) | 2000 CB50              | 2 février 2000        | LINEAR       |
| (103668) | 2000 CB51              | 2 février 2000        | LINEAR       |
| (103669) | 2000 CW51              | 2 février 2000        | LINEAR       |
| (103670) | 2000 CD52              | 2 février 2000        | LINEAR       |
| (103671) | 2000 CP54              | 2 février 2000        | LINEAR       |
| (103672) | 2000 CB55              | 3 février 2000        | LINEAR       |
| (103673) | 2000 CZ55              | 4 février 2000        | LINEAR       |
| (103674) | 2000 CU58              | 2 février 2000        | LINEAR       |
| (103675) | 2000 CP59              | 2 février 2000        | LINEAR       |
| (103676) | 2000 CQ59              | 2 février 2000        | LINEAR       |
| (103677) | 2000 CT59              | 2 février 2000        | LINEAR       |
| (103678) | 2000 CY59              | 2 février 2000        | LINEAR       |
| (103679) | 2000 CL61              | 2 février 2000        | LINEAR       |
| (103680) | 2000 CP61              | 2 février 2000        | LINEAR       |
| (103681) | 2000 CN62              | 2 février 2000        | LINEAR       |
| (103682) | 2000 CY62              | 2 février 2000        | LINEAR       |
| (103683) | 2000 CK64              | 3 février 2000        | LINEAR       |
| (103684) | 2000 CF65              | 3 février 2000        | LINEAR       |
| (103685) | 2000 CB66              | 6 février 2000        | LINEAR       |
| (103686) | 2000 CX66              | 6 février 2000        | LINEAR       |
| (103687) | 2000 CL68              | 1er février 2000      | Spacewatch   |
| (103688) | 2000 CS68              | 1er février 2000      | Spacewatch   |
| (103689) | 2000 CK69              | 1er février 2000      | Spacewatch   |
| (103690) | 2000 CM71              | 7 février 2000        | LINEAR       |
| (103691) | 2000 CG72              | 7 février 2000        | Spacewatch   |
| (103692) | 2000 CJ72              | 3 février 2000        | Korlevic, K. |
| (103693) | 2000 CY72              | 2 février 2000        | LINEAR       |
| (103694) | 2000 CP73              | 7 février 2000        | Spacewatch   |
| (103695) | 2000 CL75              | 5 février 2000        | LINEAR       |
| (103696) | 2000 CP75              | 6 février 2000        | LINEAR       |
| (103697) | 2000 CB76              | 8 février 2000        | LINEAR       |
| (103698) | 2000 CH77              | 10 février 2000       | Korlevic, K. |
| (103699) | 2000 CS77              | 7 février 2000        | Spacewatch   |
| (103700) | 2000 CC78              | 7 février 2000        | Spacewatch   |

### 103701-103800
| Nom                      | Désignation provisoire | Date de la découverte | Découvreur               |
| ------------------------ | ---------------------- | --------------------- | ------------------------ |
| (103701)                 | 2000 CL78              | 7 février 2000        | Spacewatch               |
| (103702)                 | 2000 CZ78              | 8 février 2000        | Spacewatch               |
| (103703)                 | 2000 CZ81              | 4 février 2000        | LINEAR                   |
| (103704)                 | 2000 CH82              | 4 février 2000        | LINEAR                   |
| (103705)                 | 2000 CW82              | 4 février 2000        | LINEAR                   |
| (103706)                 | 2000 CS83              | 4 février 2000        | LINEAR                   |
| (103707)                 | 2000 CW83              | 4 février 2000        | LINEAR                   |
| (103708)                 | 2000 CD84              | 4 février 2000        | LINEAR                   |
| (103709)                 | 2000 CF84              | 4 février 2000        | LINEAR                   |
| (103710)                 | 2000 CT86              | 4 février 2000        | LINEAR                   |
| (103711)                 | 2000 CV86              | 4 février 2000        | LINEAR                   |
| (103712)                 | 2000 CP87              | 4 février 2000        | LINEAR                   |
| (103713)                 | 2000 CZ87              | 4 février 2000        | LINEAR                   |
| (103714)                 | 2000 CO89              | 4 février 2000        | LINEAR                   |
| (103715)                 | 2000 CA91              | 6 février 2000        | LINEAR                   |
| (103716)                 | 2000 CK91              | 6 février 2000        | LINEAR                   |
| (103717)                 | 2000 CS91              | 6 février 2000        | LINEAR                   |
| (103718)                 | 2000 CV92              | 6 février 2000        | LINEAR                   |
| (103719)                 | 2000 CV93              | 8 février 2000        | LINEAR                   |
| (103720)                 | 2000 CF95              | 8 février 2000        | LINEAR                   |
| (103721)                 | 2000 CV95              | 10 février 2000       | Spacewatch               |
| (103722)                 | 2000 CL96              | 11 février 2000       | Spacewatch               |
| (103723)                 | 2000 CN96              | 11 février 2000       | Spacewatch               |
| (103724)                 | 2000 CW96              | 6 février 2000        | LINEAR                   |
| (103725)                 | 2000 CF98              | 7 février 2000        | Spacewatch               |
| (103726)                 | 2000 CR98              | 8 février 2000        | Spacewatch               |
| (103727)                 | 2000 CF99              | 8 février 2000        | Spacewatch               |
| (103728)                 | 2000 CZ99              | 10 février 2000       | Spacewatch               |
| (103729)                 | 2000 CW100             | 12 février 2000       | Spacewatch               |
| (103730)                 | 2000 CJ102             | 2 février 2000        | LINEAR                   |
| (103731)                 | 2000 CK102             | 2 février 2000        | LINEAR                   |
| (103732)                 | 2000 CO103             | 8 février 2000        | LINEAR                   |
| (103733) Bernardharris   | 2000 CD105             | 5 février 2000        | Buie, M. W.              |
| (103734) Winstonscott    | 2000 CO106             | 5 février 2000        | Buie, M. W.              |
| (103735)                 | 2000 CH108             | 5 février 2000        | CSS                      |
| (103736)                 | 2000 CQ108             | 5 février 2000        | CSS                      |
| (103737) Curbeam         | 2000 CU108             | 5 février 2000        | Buie, M. W.              |
| (103738) Stephaniewilson | 2000 CA110             | 5 février 2000        | Buie, M. W.              |
| (103739) Higginbotham    | 2000 CT110             | 6 février 2000        | Buie, M. W.              |
| (103740) Budinger        | 2000 CV110             | 6 février 2000        | Millis, R.               |
| (103741)                 | 2000 CA112             | 7 février 2000        | CSS                      |
| (103742)                 | 2000 CP112             | 7 février 2000        | CSS                      |
| (103743)                 | 2000 CS112             | 7 février 2000        | CSS                      |
| (103744)                 | 2000 CV112             | 7 février 2000        | CSS                      |
| (103745)                 | 2000 CC113             | 8 février 2000        | Spacewatch               |
| (103746)                 | 2000 CK113             | 10 février 2000       | Spacewatch               |
| (103747)                 | 2000 CT114             | 1er février 2000      | CSS                      |
| (103748)                 | 2000 CE115             | 2 février 2000        | LINEAR                   |
| (103749)                 | 2000 CO115             | 3 février 2000        | LINEAR                   |
| (103750)                 | 2000 CZ116             | 3 février 2000        | LINEAR                   |
| (103751)                 | 2000 CE117             | 2 février 2000        | LINEAR                   |
| (103752)                 | 2000 CM117             | 3 février 2000        | LINEAR                   |
| (103753)                 | 2000 CA118             | 3 février 2000        | LINEAR                   |
| (103754)                 | 2000 CP122             | 3 février 2000        | LINEAR                   |
| (103755)                 | 2000 CY123             | 3 février 2000        | LINEAR                   |
| (103756)                 | 2000 CH124             | 3 février 2000        | LINEAR                   |
| (103757)                 | 2000 CJ124             | 3 février 2000        | LINEAR                   |
| (103758)                 | 2000 CF125             | 3 février 2000        | LINEAR                   |
| (103759)                 | 2000 CG125             | 3 février 2000        | LINEAR                   |
| (103760)                 | 2000 CV125             | 3 février 2000        | LINEAR                   |
| (103761)                 | 2000 CV129             | 3 février 2000        | Spacewatch               |
| (103762)                 | 2000 CP131             | 3 février 2000        | Spacewatch               |
| (103763)                 | 2000 CP136             | 3 février 2000        | Spacewatch               |
| (103764)                 | 2000 CY139             | 4 février 2000        | Spacewatch               |
| (103765)                 | 2000 CZ139             | 4 février 2000        | Spacewatch               |
| (103766)                 | 2000 CY141             | 3 février 2000        | LINEAR                   |
| (103767)                 | 2000 CK147             | 2 février 2000        | Spacewatch               |
| (103768)                 | 2000 DO                | 23 février 2000       | Korlevic, K.             |
| (103769)                 | 2000 DV                | 24 février 2000       | Kobayashi, T.            |
| (103770) Wilfriedlang    | 2000 DP1               | 26 février 2000       | Kandler, J., Lehmann, G. |
| (103771)                 | 2000 DZ1               | 26 février 2000       | Spacewatch               |
| (103772)                 | 2000 DD2               | 26 février 2000       | Spacewatch               |
| (103773)                 | 2000 DH2               | 26 février 2000       | Spacewatch               |
| (103774)                 | 2000 DA4               | 28 février 2000       | LINEAR                   |
| (103775)                 | 2000 DK4               | 28 février 2000       | LINEAR                   |
| (103776)                 | 2000 DV4               | 28 février 2000       | LINEAR                   |
| (103777)                 | 2000 DG5               | 28 février 2000       | LINEAR                   |
| (103778)                 | 2000 DH5               | 28 février 2000       | LINEAR                   |
| (103779)                 | 2000 DN5               | 24 février 2000       | LINEAR                   |
| (103780)                 | 2000 DO5               | 25 février 2000       | LINEAR                   |
| (103781)                 | 2000 DZ6               | 29 février 2000       | Roe, J. M.               |
| (103782)                 | 2000 DJ7               | 29 février 2000       | Kobayashi, T.            |
| (103783)                 | 2000 DZ7               | 28 février 2000       | Spacewatch               |
| (103784)                 | 2000 DA8               | 28 février 2000       | Spacewatch               |
| (103785)                 | 2000 DQ8               | 27 février 2000       | Yeung, W. K. Y.          |
| (103786)                 | 2000 DY8               | 26 février 2000       | Spacewatch               |
| (103787)                 | 2000 DL9               | 26 février 2000       | Spacewatch               |
| (103788)                 | 2000 DA10              | 26 février 2000       | Spacewatch               |
| (103789)                 | 2000 DL10              | 26 février 2000       | Spacewatch               |
| (103790)                 | 2000 DY10              | 26 février 2000       | Spacewatch               |
| (103791)                 | 2000 DB11              | 26 février 2000       | Spacewatch               |
| (103792)                 | 2000 DE11              | 26 février 2000       | Spacewatch               |
| (103793)                 | 2000 DK11              | 27 février 2000       | Spacewatch               |
| (103794)                 | 2000 DG12              | 27 février 2000       | Spacewatch               |
| (103795)                 | 2000 DO12              | 27 février 2000       | Spacewatch               |
| (103796)                 | 2000 DQ12              | 27 février 2000       | Spacewatch               |
| (103797)                 | 2000 DR12              | 27 février 2000       | Spacewatch               |
| (103798)                 | 2000 DH13              | 28 février 2000       | Spacewatch               |
| (103799)                 | 2000 DN13              | 28 février 2000       | Spacewatch               |
| (103800)                 | 2000 DO13              | 28 février 2000       | Spacewatch               |

### 103801-103900
| Nom      | Désignation provisoire | Date de la découverte | Découvreur      |
| -------- | ---------------------- | --------------------- | --------------- |
| (103801) | 2000 DY13              | 28 février 2000       | Spacewatch      |
| (103802) | 2000 DH14              | 28 février 2000       | Spacewatch      |
| (103803) | 2000 DJ17              | 29 février 2000       | LINEAR          |
| (103804) | 2000 DU17              | 26 février 2000       | Spacewatch      |
| (103805) | 2000 DV17              | 26 février 2000       | Spacewatch      |
| (103806) | 2000 DZ17              | 25 février 2000       | McNaught, R. H. |
| (103807) | 2000 DM18              | 28 février 2000       | LINEAR          |
| (103808) | 2000 DN18              | 28 février 2000       | LINEAR          |
| (103809) | 2000 DB19              | 29 février 2000       | LINEAR          |
| (103810) | 2000 DD19              | 29 février 2000       | LINEAR          |
| (103811) | 2000 DE19              | 29 février 2000       | LINEAR          |
| (103812) | 2000 DK19              | 29 février 2000       | LINEAR          |
| (103813) | 2000 DO19              | 29 février 2000       | LINEAR          |
| (103814) | 2000 DW19              | 29 février 2000       | LINEAR          |
| (103815) | 2000 DE20              | 29 février 2000       | LINEAR          |
| (103816) | 2000 DL20              | 29 février 2000       | LINEAR          |
| (103817) | 2000 DW20              | 29 février 2000       | LINEAR          |
| (103818) | 2000 DY20              | 29 février 2000       | LINEAR          |
| (103819) | 2000 DL21              | 29 février 2000       | LINEAR          |
| (103820) | 2000 DN22              | 29 février 2000       | LINEAR          |
| (103821) | 2000 DE23              | 29 février 2000       | LINEAR          |
| (103822) | 2000 DQ23              | 29 février 2000       | LINEAR          |
| (103823) | 2000 DC24              | 29 février 2000       | LINEAR          |
| (103824) | 2000 DE24              | 29 février 2000       | LINEAR          |
| (103825) | 2000 DR24              | 29 février 2000       | LINEAR          |
| (103826) | 2000 DV24              | 29 février 2000       | LINEAR          |
| (103827) | 2000 DH25              | 29 février 2000       | LINEAR          |
| (103828) | 2000 DC26              | 29 février 2000       | LINEAR          |
| (103829) | 2000 DZ26              | 29 février 2000       | LINEAR          |
| (103830) | 2000 DL27              | 29 février 2000       | LINEAR          |
| (103831) | 2000 DO27              | 29 février 2000       | LINEAR          |
| (103832) | 2000 DV27              | 29 février 2000       | LINEAR          |
| (103833) | 2000 DP28              | 29 février 2000       | LINEAR          |
| (103834) | 2000 DY28              | 29 février 2000       | LINEAR          |
| (103835) | 2000 DG29              | 29 février 2000       | LINEAR          |
| (103836) | 2000 DU29              | 29 février 2000       | LINEAR          |
| (103837) | 2000 DX29              | 29 février 2000       | LINEAR          |
| (103838) | 2000 DN31              | 29 février 2000       | LINEAR          |
| (103839) | 2000 DN32              | 29 février 2000       | LINEAR          |
| (103840) | 2000 DU32              | 29 février 2000       | LINEAR          |
| (103841) | 2000 DM33              | 29 février 2000       | LINEAR          |
| (103842) | 2000 DQ33              | 29 février 2000       | LINEAR          |
| (103843) | 2000 DZ33              | 29 février 2000       | LINEAR          |
| (103844) | 2000 DC34              | 29 février 2000       | LINEAR          |
| (103845) | 2000 DF34              | 29 février 2000       | LINEAR          |
| (103846) | 2000 DQ34              | 29 février 2000       | LINEAR          |
| (103847) | 2000 DW34              | 29 février 2000       | LINEAR          |
| (103848) | 2000 DE35              | 29 février 2000       | LINEAR          |
| (103849) | 2000 DK35              | 29 février 2000       | LINEAR          |
| (103850) | 2000 DS35              | 29 février 2000       | LINEAR          |
| (103851) | 2000 DW35              | 29 février 2000       | LINEAR          |
| (103852) | 2000 DH36              | 29 février 2000       | LINEAR          |
| (103853) | 2000 DX36              | 29 février 2000       | LINEAR          |
| (103854) | 2000 DJ37              | 29 février 2000       | LINEAR          |
| (103855) | 2000 DP37              | 29 février 2000       | LINEAR          |
| (103856) | 2000 DA38              | 29 février 2000       | LINEAR          |
| (103857) | 2000 DG39              | 29 février 2000       | LINEAR          |
| (103858) | 2000 DH39              | 29 février 2000       | LINEAR          |
| (103859) | 2000 DX39              | 29 février 2000       | LINEAR          |
| (103860) | 2000 DN40              | 29 février 2000       | LINEAR          |
| (103861) | 2000 DS40              | 29 février 2000       | LINEAR          |
| (103862) | 2000 DW40              | 29 février 2000       | LINEAR          |
| (103863) | 2000 DR41              | 29 février 2000       | LINEAR          |
| (103864) | 2000 DX41              | 29 février 2000       | LINEAR          |
| (103865) | 2000 DY42              | 29 février 2000       | LINEAR          |
| (103866) | 2000 DA43              | 29 février 2000       | LINEAR          |
| (103867) | 2000 DC43              | 29 février 2000       | LINEAR          |
| (103868) | 2000 DV43              | 29 février 2000       | LINEAR          |
| (103869) | 2000 DC44              | 29 février 2000       | LINEAR          |
| (103870) | 2000 DJ44              | 29 février 2000       | LINEAR          |
| (103871) | 2000 DK45              | 29 février 2000       | LINEAR          |
| (103872) | 2000 DT45              | 29 février 2000       | LINEAR          |
| (103873) | 2000 DD46              | 29 février 2000       | LINEAR          |
| (103874) | 2000 DG46              | 29 février 2000       | LINEAR          |
| (103875) | 2000 DR47              | 29 février 2000       | LINEAR          |
| (103876) | 2000 DS47              | 29 février 2000       | LINEAR          |
| (103877) | 2000 DF48              | 29 février 2000       | LINEAR          |
| (103878) | 2000 DH48              | 29 février 2000       | LINEAR          |
| (103879) | 2000 DZ48              | 29 février 2000       | LINEAR          |
| (103880) | 2000 DG49              | 29 février 2000       | LINEAR          |
| (103881) | 2000 DS49              | 29 février 2000       | LINEAR          |
| (103882) | 2000 DE50              | 29 février 2000       | LINEAR          |
| (103883) | 2000 DP50              | 29 février 2000       | LINEAR          |
| (103884) | 2000 DB51              | 29 février 2000       | LINEAR          |
| (103885) | 2000 DH51              | 29 février 2000       | LINEAR          |
| (103886) | 2000 DP51              | 29 février 2000       | LINEAR          |
| (103887) | 2000 DO52              | 29 février 2000       | LINEAR          |
| (103888) | 2000 DP52              | 29 février 2000       | LINEAR          |
| (103889) | 2000 DS52              | 29 février 2000       | LINEAR          |
| (103890) | 2000 DY52              | 29 février 2000       | LINEAR          |
| (103891) | 2000 DJ53              | 29 février 2000       | LINEAR          |
| (103892) | 2000 DM54              | 29 février 2000       | LINEAR          |
| (103893) | 2000 DR54              | 29 février 2000       | LINEAR          |
| (103894) | 2000 DB55              | 29 février 2000       | LINEAR          |
| (103895) | 2000 DF55              | 29 février 2000       | LINEAR          |
| (103896) | 2000 DN55              | 29 février 2000       | LINEAR          |
| (103897) | 2000 DS55              | 29 février 2000       | LINEAR          |
| (103898) | 2000 DT55              | 29 février 2000       | LINEAR          |
| (103899) | 2000 DG56              | 29 février 2000       | LINEAR          |
| (103900) | 2000 DM56              | 29 février 2000       | LINEAR          |

### 103901-104000
| Nom           | Désignation provisoire | Date de la découverte | Découvreur |
| ------------- | ---------------------- | --------------------- | ---------- |
| (103901)      | 2000 DP56              | 29 février 2000       | LINEAR     |
| (103902)      | 2000 DR56              | 29 février 2000       | LINEAR     |
| (103903)      | 2000 DX56              | 29 février 2000       | LINEAR     |
| (103904)      | 2000 DG57              | 29 février 2000       | LINEAR     |
| (103905)      | 2000 DA58              | 29 février 2000       | LINEAR     |
| (103906)      | 2000 DJ58              | 29 février 2000       | LINEAR     |
| (103907)      | 2000 DW58              | 29 février 2000       | LINEAR     |
| (103908)      | 2000 DO59              | 29 février 2000       | LINEAR     |
| (103909)      | 2000 DQ59              | 29 février 2000       | LINEAR     |
| (103910)      | 2000 DS59              | 29 février 2000       | LINEAR     |
| (103911)      | 2000 DW59              | 29 février 2000       | LINEAR     |
| (103912)      | 2000 DA60              | 29 février 2000       | LINEAR     |
| (103913)      | 2000 DN60              | 29 février 2000       | LINEAR     |
| (103914)      | 2000 DR60              | 29 février 2000       | LINEAR     |
| (103915)      | 2000 DZ60              | 29 février 2000       | LINEAR     |
| (103916)      | 2000 DL61              | 29 février 2000       | LINEAR     |
| (103917)      | 2000 DS61              | 29 février 2000       | LINEAR     |
| (103918)      | 2000 DG62              | 29 février 2000       | LINEAR     |
| (103919)      | 2000 DJ62              | 29 février 2000       | LINEAR     |
| (103920)      | 2000 DM62              | 29 février 2000       | LINEAR     |
| (103921)      | 2000 DN62              | 29 février 2000       | LINEAR     |
| (103922)      | 2000 DO62              | 29 février 2000       | LINEAR     |
| (103923)      | 2000 DP62              | 29 février 2000       | LINEAR     |
| (103924)      | 2000 DC63              | 29 février 2000       | LINEAR     |
| (103925)      | 2000 DJ63              | 29 février 2000       | LINEAR     |
| (103926)      | 2000 DR63              | 29 février 2000       | LINEAR     |
| (103927)      | 2000 DA64              | 29 février 2000       | LINEAR     |
| (103928)      | 2000 DL64              | 29 février 2000       | LINEAR     |
| (103929)      | 2000 DU64              | 29 février 2000       | LINEAR     |
| (103930)      | 2000 DG65              | 29 février 2000       | LINEAR     |
| (103931)      | 2000 DN65              | 29 février 2000       | LINEAR     |
| (103932)      | 2000 DS65              | 29 février 2000       | LINEAR     |
| (103933)      | 2000 DY66              | 29 février 2000       | LINEAR     |
| (103934)      | 2000 DK67              | 29 février 2000       | LINEAR     |
| (103935)      | 2000 DS67              | 29 février 2000       | LINEAR     |
| (103936)      | 2000 DV67              | 29 février 2000       | LINEAR     |
| (103937)      | 2000 DR68              | 29 février 2000       | LINEAR     |
| (103938)      | 2000 DU68              | 29 février 2000       | LINEAR     |
| (103939)      | 2000 DJ69              | 29 février 2000       | LINEAR     |
| (103940)      | 2000 DM69              | 29 février 2000       | LINEAR     |
| (103941)      | 2000 DW69              | 29 février 2000       | LINEAR     |
| (103942)      | 2000 DE70              | 29 février 2000       | LINEAR     |
| (103943)      | 2000 DU70              | 29 février 2000       | LINEAR     |
| (103944)      | 2000 DE71              | 29 février 2000       | LINEAR     |
| (103945)      | 2000 DK71              | 29 février 2000       | LINEAR     |
| (103946)      | 2000 DG72              | 29 février 2000       | LINEAR     |
| (103947)      | 2000 DK72              | 29 février 2000       | LINEAR     |
| (103948)      | 2000 DP72              | 29 février 2000       | LINEAR     |
| (103949)      | 2000 DD73              | 29 février 2000       | LINEAR     |
| (103950)      | 2000 DK73              | 29 février 2000       | LINEAR     |
| (103951)      | 2000 DW73              | 29 février 2000       | LINEAR     |
| (103952)      | 2000 DA74              | 29 février 2000       | LINEAR     |
| (103953)      | 2000 DB74              | 29 février 2000       | LINEAR     |
| (103954)      | 2000 DM74              | 29 février 2000       | LINEAR     |
| (103955)      | 2000 DB75              | 29 février 2000       | LINEAR     |
| (103956)      | 2000 DR75              | 29 février 2000       | LINEAR     |
| (103957)      | 2000 DS75              | 29 février 2000       | LINEAR     |
| (103958)      | 2000 DC76              | 29 février 2000       | LINEAR     |
| (103959)      | 2000 DT76              | 29 février 2000       | LINEAR     |
| (103960)      | 2000 DD77              | 29 février 2000       | LINEAR     |
| (103961)      | 2000 DM77              | 29 février 2000       | LINEAR     |
| (103962)      | 2000 DZ77              | 29 février 2000       | LINEAR     |
| (103963)      | 2000 DT78              | 29 février 2000       | LINEAR     |
| (103964)      | 2000 DV78              | 29 février 2000       | LINEAR     |
| (103965)      | 2000 DW78              | 29 février 2000       | LINEAR     |
| (103966) Luni | 2000 DC79              | 28 février 2000       | Donati, S. |
| (103967)      | 2000 DP79              | 28 février 2000       | LINEAR     |
| (103968)      | 2000 DX79              | 28 février 2000       | LINEAR     |
| (103969)      | 2000 DB80              | 28 février 2000       | LINEAR     |
| (103970)      | 2000 DK80              | 28 février 2000       | LINEAR     |
| (103971)      | 2000 DW80              | 28 février 2000       | LINEAR     |
| (103972)      | 2000 DD81              | 28 février 2000       | LINEAR     |
| (103973)      | 2000 DL82              | 28 février 2000       | LINEAR     |
| (103974)      | 2000 DF83              | 28 février 2000       | LINEAR     |
| (103975)      | 2000 DO83              | 28 février 2000       | LINEAR     |
| (103976)      | 2000 DR83              | 28 février 2000       | LINEAR     |
| (103977)      | 2000 DS84              | 29 février 2000       | LINEAR     |
| (103978)      | 2000 DZ84              | 29 février 2000       | LINEAR     |
| (103979)      | 2000 DN85              | 29 février 2000       | LINEAR     |
| (103980)      | 2000 DT85              | 29 février 2000       | LINEAR     |
| (103981)      | 2000 DC86              | 29 février 2000       | LINEAR     |
| (103982)      | 2000 DE86              | 29 février 2000       | LINEAR     |
| (103983)      | 2000 DG86              | 29 février 2000       | LINEAR     |
| (103984)      | 2000 DH86              | 29 février 2000       | LINEAR     |
| (103985)      | 2000 DE89              | 26 février 2000       | Spacewatch |
| (103986)      | 2000 DB90              | 27 février 2000       | Spacewatch |
| (103987)      | 2000 DS92              | 28 février 2000       | Spacewatch |
| (103988)      | 2000 DE93              | 28 février 2000       | LINEAR     |
| (103989)      | 2000 DC94              | 28 février 2000       | LINEAR     |
| (103990)      | 2000 DS94              | 28 février 2000       | LINEAR     |
| (103991)      | 2000 DC95              | 28 février 2000       | LINEAR     |
| (103992)      | 2000 DG95              | 28 février 2000       | LINEAR     |
| (103993)      | 2000 DH95              | 28 février 2000       | LINEAR     |
| (103994)      | 2000 DQ95              | 28 février 2000       | LINEAR     |
| (103995)      | 2000 DX95              | 28 février 2000       | LINEAR     |
| (103996)      | 2000 DX96              | 29 février 2000       | LINEAR     |
| (103997)      | 2000 DV97              | 29 février 2000       | LINEAR     |
| (103998)      | 2000 DE98              | 29 février 2000       | LINEAR     |
| (103999)      | 2000 DB99              | 29 février 2000       | LINEAR     |
| (104000)      | 2000 DM99              | 29 février 2000       | LINEAR     |

## Sources
- (en) Base de données du Centre des planètes mineures